# Fan Changlong
Fan Changlong, född i maj 1947, är en kinesisk militär och kommunistisk politiker. Han var tidigare vice ordförande i Centrala militärkommissionen och satt i Politbyrån i Kinas kommunistiska parti 2012-2017.
Han anslöt sig till Folkets befrielsearmé och Kinas kommunistiska parti 1995. Han blev utnämnd till generalmajor 1995, generallöjtnant 2002 och general 2008. Han valdes in som suppleant i Centralkommittén i Kinas kommunistiska parti 2002 och blev ordinarie ledamot 2007. Han var tidigare befälhavare över Jinans militärregion.